# 봉선초등학교
봉선초등학교는 대한민국 광주광역시 남구 봉선동에 있는 초등학교다.

## 학교 연혁
- 1983년 10월 12일 봉선국민학교 개교(24학급)(설립인가 3월 1일)
- 1989년 3월 1일 제석국민학교 분리(30학급)
- 1991년 3월 1일 유안국민학교 분리(24학급)
- 1996년 3월 1일 봉선초등학교로 개칭
- 2019년 9월 1일 제15대 송덕희 교장 부임
- 2020년 1월 10일 제36회 졸업식(졸업생：76명, 총 9,945명 배출)
- 2020년 3월 1일 21학급 편성(특수학급 1학급 포함)
- 2021년 1월 15일 제37회 졸업식(졸업생 : 85명, 총 10,030명 배출)
- 2021년 3월 1일 18학급 편성(특수학급 1학급 포함)

## 학교 상징
- 교화 - 철쭉 : 큰 희망, 바른 의지, 협동
- 교목 - 향나무 : 성실, 강인, 협동
- 교색 - 녹색 : 자아, 평화실현

## 참고 자료
- 봉선초등학교 - 한국교육학술정보원 학교알리미